# Шарагул-Сачки
Шарагу́л-Сачки́ — участок (населённый пункт) в Заларинском районе Иркутской области России. Входит в состав Хор-Тагнинского муниципального образования.

## География
Участок находится на расстоянии примерно 71 км к юго-западу от рабочего посёлка Залари, административного центра района.

## Население
| 2002 | 2010 | 2011 | 2012 |
| ---- | ---- | ---- | ---- |
| 2    | ↘0   | →0   | →0   |